# Attention au départ !
Pour l’article homonyme, voir Attention au départ.
Pour plus de détails, voir Fiche technique et Distribution.
Attention au départ ! est un film français réalisé par Benjamin Euvrard et sorti en 2021.

## Synopsis
Benjamin, quadra débordé, est chargé d’accompagner son fils et un groupe d’enfants en vacances à Embrun dans les Alpes. Tous les autres parents s’étant désistés comme accompagnateurs, la seule solution est qu’Antoine, grand-père de Basile, les accompagne, contre l’avis radical de sa fille qui sait à quel point il est incompétent et inconscient pour la garde de Basile. Sur le quai de la gare, le départ du train est annoncé avec du retard. Distraits par une vieille dame, Benjamin et Antoine montent dans un autre train, et le train des enfants démarre sans prévenir, emportant ceux-ci sans surveillance.
Sans argent et avec un seul portable, Benjamin et Antoine récupèrent Maxime, un adolescent retardataire, nonchalant et rebelle. À la poursuite du premier train, ils se dirigent vers Beaune dans un second, mais rien ne fonctionne comme prévu. Le voyage se poursuit en improvisant selon les situations, en ambulance, en voiture volée ou en pédalo, et avec un passager supplémentaire qu’ils croient être le propriétaire du véhicule, et lui croyant être embarqué dans un enterrement de vie de garçon palpitant et à rebondissements.
Pendant ce temps, les enfants, livrés à eux-mêmes et totalement désinhibés, dévastent le train, poursuivis par un contrôleur sadique qui les harcèle.

## Fiche technique
- Titre original : Attention au départ !
- Titre de travail : La grande déraille
- Réalisation : Benjamin Euvrard
- Scénario : Benjamin Euvrard, Bejamin Dumont, Ingrid Morley-Pegge et Charly De Witte
- Photographie : Vincent Gallot
- Montage : Stéphane Pereira
- Décors : Johann George
- Costume : Béatrice Lang
- Musique : Matthieu Gonet
- Producteur : Maxime Japy
  - Coproducteur : Thierry Desmichelle, Rémi Jimenez, Cédric Iland, Sylvian Goldberg et Caroline Mougey
- Sociétés de production : Les Films du Castel, SND, M6 Films et UMedia
- Société de distribution : SND
- Pays de production :  France
- Langue originale : français
- Format : couleur - 2,35:1
- Genre : comédie
- Durée : 93 minutes
- Dates de sortie :
  - France : 18 août 2021

## Distribution
- André Dussollier : Antoine, le grand-père
- Jérôme Commandeur : Benjamin, le père
- Jonathan Lambert : Michaud, le contrôleur licencié
- Nils Othenin-Girard : Maxime, l’adolescent
- Léo Dussollier : le smoking de l’enterrement de vie de garçon
- Marie-Julie Baup : Marie, fille d’Antoine et mère de Basile
- Céleste Evagora: Jane, petite-fille d'Antoine, fille de Marie
- Vicki Andren : Helena, une des enfants
- Ferdinand Leclère : Vlad, un des enfants
- Melchior Guerlet : Basile, petit-fils d'Antoine, fils de Marie
- Tom d'Ornano : Gaston, un des enfants
- Ugo Marchand : Zadig, le dragueur du train
- Eva Fischer : Adèle
- Claudine Vincent : la vieille dame du train
- Valérie Thoumire : Cheyenne
- David Mora : Serge, le conducteur des baba-cools végans
- Charly de Witte : Chimel, un des baba-cools
- Lionel Laget : Libellule, un des baba-cools
- Marion Christmann : la maman hystérique
- Aurélia Arto : maman de Maxime